# 大通・菜園
大通・菜園（おおどおり・さいえん）は岩手県盛岡市の中心市街地である。岩手県では商業施設、飲食店が最も集積した地区であり、北東北最大の繁華街である。

## 歴史
大通・菜園は、江戸時代まで「御菜園」と呼ばれ、文字通り、旧盛岡城主・南部家の所有する菜園であった。大正時代末頃までは湿地であったが、木津屋・池野藤兵衛らの勧めにより、三田義正らによって新たな市街地開発により整備されて現在に至る。

## 概要
岩手公園（盛岡城跡）の西部一帯に広がる、碁盤目状の市街地。
住居表示上、大通りを軸とする「大通地区」と菜園通り（公園通り）を軸とする「菜園地区」に分かれる。
また、両地区を中央部で貫く南北の軸が「映画館通り」である。
大通地区と菜園地区（主に川徳）を合わせて「盛岡スクエア」を称し、共同でキャンペーンやセールを行うなど近年、密接な関係にある。

### 大通地区
片屋根式のアーケードが設置されている大通を境に北は主に飲食店や娯楽店、南は主に物販店に分かれる。
特に大通を北に1つ入った路地はスナックやバー、風俗店が集中したエリアになっている。
大通は日曜日になると歩行者天国になり、車の進入が制限されることがある。

### 菜園地区
菜園地区の中心店舗は、盛岡市の老舗百貨店の川徳（パルクアベニューカワトク）である。
川徳は、1980年まで同市「肴町商店街」の一角を担っていたが、菜園の青果市場跡地へ移転し、菜園開発の大きな契機となった。周囲に飲食店やホテル、さらに最近ではマンションやコインパーキングも建っている。
川徳は北東北随一の集客を誇る百貨店であり、大通と共に盛岡市・岩手県の商業の中心的存在となっている。また県内唯一の日本百貨店協会加盟店である。

### 映画館通り
映画館通りは、文字通り盛岡市のほとんどの映画館が集中する通りである。映画館のほか最近では若者向けの店や飲食店も増えてきている。平成に入り、映画館の数は減少傾向にあるが、映画館の一部は映画館通りから大通の再開発ビルにシネマコンプレックスとして移転するなど、依然として中心市街地の活性化に寄与している。
2007年6月には岩手競馬の場外発売施設『UMACCO盛岡大通場外発売所』がオープンした。
みちのく国際ミステリー映画祭はここを主会場に開催されていた。

## 主な施設

### デパート・商業ビル
- パルクアベニューカワトク
- MOSS（盛岡大通ショッピング&スクリーン、旧ダイエー盛岡店）
- さわや書店
- クロステラス盛岡
- サンビル

### 映画館

#### 現在営業中の映画館
- 中央映画劇場
- ルミエール1・2
- フォーラム（MOSSビル内）
  - アートフォーラム（フォーラムの分館）
- 盛岡ピカデリー

#### 過去にあった映画館
- 盛岡東映1・2
  - 1956年9月14日にオープン。東映直営館として数々のヒット作を上映してきた。定員は東映1が298人、東映2が185人。2004年1月9日「あたしンち」（東映1）「コール」（東映2）を最後に閉館。

- 盛岡名画劇場1・2（名劇）
  - ピカデリー同様南部興行が経営していた映画館。名劇1は1978年に、名劇2は1990年に「盛岡日活」から事業譲渡する形で開館。2スクリーン共定員110人。2009年1月31日「252 生存者あり」「容疑者Xの献身」を最後に閉館。その後フォーラム運営委員会が買取り、設備をリニューアルして「アートフォーラム」として開館している。

- 盛岡東宝